# Cringekomedie
Cringekomedie is een komisch genre dat draait om sociaal ongemakkelijke of pijnlijke situaties, vaak veroorzaakt door het gedrag van een onhandig, arrogant of zelfingenomen hoofdpersonage.
De humor ontstaat uit het oproepen van plaatsvervangende schaamte en het ongemak dat kijkers ervaren bij het zien van grensoverschrijdend of sociaal onhandig gedrag. Het genre werd populair vanaf de jaren 2000, met televisiereeksen als The Office, Curb Your Enthusiasm en Peep Show als toonaangevende voorbeelden en werd populair op TikTok in de jaren 2020.